# 直到最后的胜利

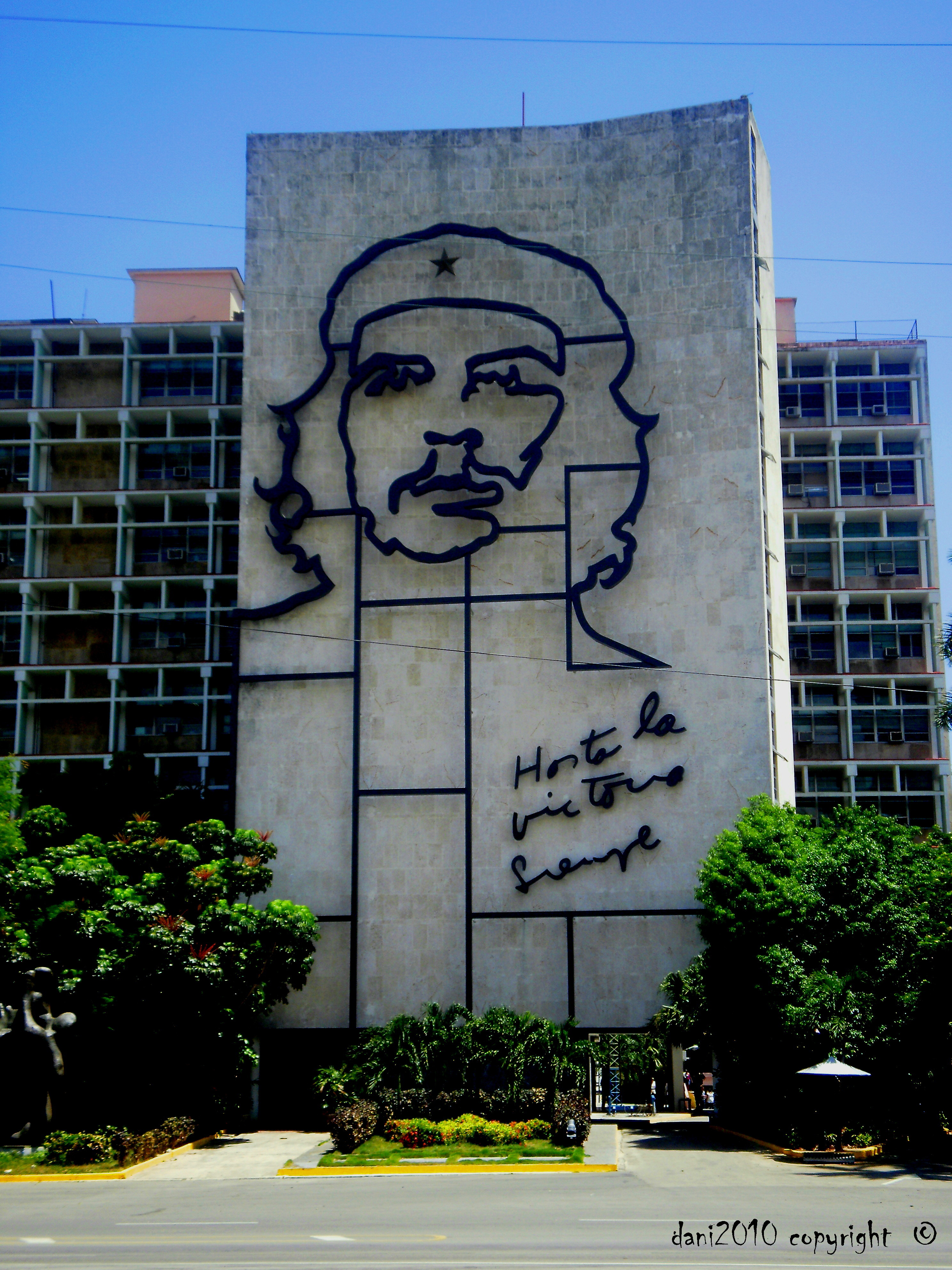
切·格瓦拉画像，右下方写着“直到最后的胜利”。

直到最后的胜利，祖国或死亡（西班牙語：Hasta la victoria siempre, patria o muerte），简称直到最后的胜利，是奉行卡斯特罗主义和格瓦拉主义的左翼政党和组织经常使用的政治口号，来源于切·格瓦拉。

## 起源
这句话写于1965年4月1日，出现在切·格瓦拉写给菲德尔·卡斯特罗的一封告别信的结尾。这封信以“农业年”（用于指示年份）开头，结尾则写道：“直到最后的胜利，祖国或死亡。以全部革命热情拥抱你（切）”。这封信在同年10月3日由菲德尔·卡斯特罗在一次讲话中公开，当时正值古巴共产党中央委员会成立之际，需要解释为什么切·格瓦拉未出现在委员会中。两年后，切·格瓦拉在玻利维亚被处决。在原信中，切·格瓦拉将“直到最后的胜利”与“祖国或死亡”分开书写在不同的行上，但菲德尔·卡斯特罗在读信时将其合并读出，这也是后来被广泛传播的形式。
1965年，卡洛斯·普埃布拉为切·格瓦拉创作了一首著名歌曲《直到永远，指挥官》，歌曲标题源自这个口号。

## 流行文化
这句话出现在许多文学、政治、艺术等类型的出版物中。以下是一些例子：

### 书籍
- 《埃内斯托·切·格瓦拉，直到最后的胜利！》（1968年），作者：霍斯特·库尔尼茨基
- 《直到最后的胜利！》（2011年），作者：斯特凡诺·卡西尼
- 《切，直到最后的胜利！（2013年），作者：约兰达·波图安多
- 《直到最后的胜利》（2017年），作者：C·阿尔马提
- 《直到最后的胜利！：一个街头小子的野性散文》（2018年），作者：安东尼奥·弗里亚斯
- 《直到最后的胜利：永远！》（2019年），作者：恩里克·穆伦贝格

### 歌曲
- 《直到最后的胜利》（2006年），由“La 25（西班牙语：La 25）”演唱
- 《直到最后的胜利》（2012年），由“达图内”演唱
- 《直到最后的胜利》（2013年），由“防爆宣传（西班牙语：Riot Propaganda）”演唱
- 《直到最后的胜利》（2017年），由“魔法马格诺”演唱
- 《直到最后的胜利》（2023年），由“红星”演唱

### 纪录片
- 《直到最后的胜利》（1967年）

### 电影
- 《直到最后的胜利（西班牙语：Hasta la victoria siempre (película)）》（1997年）